# Yangzom Brauen
Pour les articles homonymes, voir Brauen.
Ne doit pas être confondu avec Tsering Yangzom Lama.
Yangzom Brauen (tibétain : དབྱངས་འཛོམས, Wylie : dbyangs 'dzoms), née le 18 avril 1980 à Berne, est une actrice et écrivaine suisse.

## Biographie
Elle est la fille de Sonam Dolma Brauen, une artiste contemporaine tibétaine, et de Martin Brauen, un ethnologue et conservateur de musée suisse. Elle a commencé sa carrière d'actrice avec de petits rôles dans des séries télévisées suisses. Elle a connu ses débuts à Hollywood dans le film Æon Flux dans le rôle d'Inari. Depuis, elle a joué dans plusieurs productions américaines indépendantes, y compris un rôle mineur dans Salomaybe d'Al Pacino, une adaptation de Salomé d'Oscar Wilde et le rôle principal dans le film allemand Asudem (2006) de Daryush Shokof.
À côté de son travail, Yangzom Brauen a attiré l'attention des médias par son plaidoyer en faveur des Tibétains. En 1999, elle a coorganisé des manifestations contre la visite en Suisse du dirigeant chinois Jiang Zemin, et en 2001, une photo de son arrestation à Moscou lors d'une manifestation contre l'attribution des Jeux olympiques d'été de 2008 à Pékin a été utilisé dans des rapports de nouvelles à travers le monde,. 
Eisenvogel, le récit de la fuite du Tibet de Kunsang Wangmo, la grand-mère de Yangzom Brauen, et de sa mère, et ses jeunes années en exil a été publié en 2009 et devint un best-seller en Allemagne, il a été traduit en anglais, en français et en chinois.
Elle vit principalement aujourd'hui à Los Angeles.
En 2025, elle écrit et réalise avec son père Martin Brauen Mola - Eine tibetische Geschichte von Liebe und Verlust ((en) Mola - A Tibetan Tale of Love and Loss), un documentaire sur sa grand-mère tibétaine Kunsang Wangmo.

### Filmographie
| Année | Film                       | Rôle                      | Notes |
| ----- | -------------------------- | ------------------------- | ----- |
| 2000  | Joy Ride                   | Lola, la barmaid          |       |
| 2005  | The Big One                | Anna                      |       |
| 2005  | Æon Flux                   | Inari                     |       |
| 2006  | Asudem                     | rôle principal            |       |
| 2008  | Movin' In (en)             | Allie                     |       |
| 2009  | Salomaybe                  |                           |       |
| 2009  | Cargo                      | Miyuki Yoshida            |       |
| 2009  | Pandorum                   | Elysium Second Lieutenant |       |
| 2012  | Fuite à travers l'Himalaya | Dolma Tsamchoe            |       |

## Publication
- J'ai franchi tant de montagnes : Trois femmes tibétaines sur le chemin de la liberté, traduction Prisca Weiler, Presses de la Cité, 2011,  (ISBN 2258082048 et 978-2258082045)